# Mount Southwick
Mount Southwick är ett berg i Antarktis. Det ligger i Västantarktis. Chile gör anspråk på området. Toppen på Mount Southwick är 3 280 meter över havet.
Terrängen runt Mount Southwick är huvudsakligen bergig. Trakten är obefolkad. Det finns inga samhällen i närheten. 